# Pleuxaure
Pour l'océanide, voir Plexaure.
Dans la mythologie grecque, Pleuxaure, Plexaure ou Plexauré (en grec ancien Πληξαύρη / Plêxaúrê) est une Néréide, fille de Nérée et de Doris, citée par Apollodore dans sa liste de Néréides. Une des Océanides partage le même nom.

## Fonctions
Pleuxaure est la Néréide de la brise marine variante.

## Famille
Ses parents sont le dieu marin primitif Nérée, surnommé le vieillard de la mer, et l'océanide Doris. Elle est l'une de leur multiples filles, les Néréides, généralement au nombre de cinquante, et a un unique frère, Néritès. Pontos (le Flot) et Gaïa (la Terre) sont ses grands-parents paternels, Océan et Téthys ses grands-parents maternels.

## Évocation moderne

### Zoologie
Le genre de plantes des Plexaures tient son nom de la Néréide et de l'Océanide, de même que le genre de Cnidaires des Plexaurella.